# Nostalgias (Iva Zanicchi)
Nostalgias, pubblicato nel 1981, è il ventiquattresimo album della cantante italiana Iva Zanicchi.
como un fuego su respiración.»
(Iva Zanicchi, Nostalgias)

## Il disco
È il primo dei due album incisi per la multinazionale CBS nonché il disco di maggior successo all’estero di Iva Zanicchi.
Ad un anno di distanza dalla pubblicazione e dal successo di Aparte del hecho, Iva, ormai una star nel mercato ispanico e latino, stipula uno dei contratti più importanti di tutta la sua carriera, quello con la multinazionale Columbia Records. L’accordo prevede un primo album che abbia una diffusione capillare in quasi tutti i paesi di lingua spagnola.
Nasce così l’idea di Nostalgias, un’antologia di cover che vanno dalle versioni in castigliano di alcuni classici d'autore italiani, come Immagina di Massimo Ranieri, Io che non vivo senza te di Pino Donaggio, Con tutto l’amore che posso di Claudio Baglioni, E penso a te di Lucio Battisti e Il mio mondo di Umberto Bindi, fino ad arrivare ad alcune grandi melodie internazionali, come Para vivir un gran amor del cantante e compositore argentino Cacho Castaña, En aranjuez con tu amor, tratta dal Concerto d'Aranjuez, l’opera del compositore spagnolo Joaquín Rodrigo e La noche de mi amor, versione spagnola di A noite do meu bem della cantautrice brasiliana Dolores Duràn.
Il brano Nostalgias, che dà il nome all’album ed è scelto come singolo di lancio, è la cover del famoso tango degli anni trenta scritto da Enrique Cadícamo.
L’album contiene anche una nuova versione in castigliano della hit La riva bianca, la riva nera.

## Successo
La copertina dell’album mostra una Iva Zanicchi sensuale, che indossa un abito rosso fuoco ricco di trasparenze. L’immagine colpirà il pubblico latino, suscitando curiosità nei confronti del disco, come era già avvenuto dieci anni prima in occasione dell’uscita dell’album Caro Theodorakis... Iva. Ma il successo del disco è in gran parte dovuto alla scelta di un repertorio di prim’ordine che permette all’artista di scalare le classifiche in più paesi: uscito tra Spagna e Sudamerica, il disco entra nella top ten dei dischi più venduti in Argentina. Il successo è tale da convincere la CBS a pubblicare l’album anche negli USA per le tantissime comunità ispaniche lì presenti. Nostalgias scala le classifiche degli Lp latini in numerosi stati, tra cui la Florida e Miami.

## Tracce
1. Nostalgias - 3:17 - (J. C. Corbiàn - Enrique Cadìcamo)
2. Imaginate (Immagina) - 4:42 - (Felisatti - Claudio Daiano - Vers. Cast.: Carmo Figueroa)
3. Para vivir un gran amor - 4:00 - (Cacho Castaña)
4. Yo que no vivo sin ti (Io che non vivo senza te) - 3:00 - (Pino Donaggio - V. Pallavicini - Adapt. C. Mapel)
5. En Aranjuez con tu amor (Aranjuez, mon souvenir) (Sobre un tema del "Concierto de Aranjuez") - 4:36 - (Joaquìn Rodrigo - Adaptacion de letra española Alfredo G. Segura)
6. La noche de mi amor (A noite do meu bem) - 3:15 - (Dolores Duràn - Vers. Cast.: Rafaelmo)
7. Con todo el amor que yo puedo (Con tutto l'amore che posso) - 3:44 - (C. Baglioni - A. Coggio - Vers. Cast.: Nicolas Amato)
8. Pienso en ti (Pienso en vos) (E penso a te) - 3:22 - (Battisti - Mogol - Vers. Cast.: Piero - José)
9. En mi mundo (Il mio mondo) - 3:45 - (U. Bindi - G. Paoli - Vers. Cast.: Ben Molar)
10. La orilla blanca,la orilla negra (La riva bianca, la riva nera) - 4:44 - (Testa - Sciorilli - Vers. Cast.: Carmo-Figueroa)

## Crediti
- Produzione di "Mochin" Marafioti
- Ingegneri del suono: Luigi Pessani, Matteo Fasolino
- Missaggio: "Mochìn" Marafioti, Antonio Ansoldi
- Arrangiamento e direzione d' orchestra: Enrico Intra
- Orchestra d'archi della Scala di Milano
- Collaborazione di Mario Gangi alla chitarra classica per il tema di En Aranjuez con tu amor
- Coordinamento alla produzione: Antonio Ansoldi

## Stampe Estere
| Anno di pubblicazione | Paese     | Titolo     | Etichetta                 |
| --------------------- | --------- | ---------- | ------------------------- |
| 1981                  | Spagna    | Nostalgias | EPIC - EPC 85509          |
| 1981                  | USA       | Nostalgias | CBS INTERNATIONAL - 11312 |
| 1981                  | Argentina | Nostalgias | CBS - 20.215              |
| 1982                  | Ecuador   | Nostalgias | CBS - 331.0393            |
| 1981                  | Venezuela | Nostalgias | EPIC - EPC 228            |
| 1981                  | Colombia  | Nostalgias | CBS 14-1497               |
| 1981                  | Perù      | Nostalgias | CBS S.E. 8526             |
| 1981                  | Messico   | Nostalgias | Epic LNS-17373            |
| 1981                  | Bolivia   | Nostalgias | CBS 20317                 |